# Klaus Wüsthoff
Klaus Wüsthoff (Berlijn, 1 juli 1922 – aldaar, 17 november 2021) was een Duits componist en dirigent.

## Levensloop
Wüsthoffs vader was een in muziek geïnteresseerde advocaat. In de Tweede Wereldoorlog werd hij opgeroepen voor de militaire dienst. In de Russische krijgsgevangenschap kreeg hij les van een medegevangene Hans Vogt in contrapunt. Na de oorlog studeerde hij aan de Universiteit van de Kunsten in Berlijn dirigeren en compositie onder meer bij Boris Blacher. Van 1953 tot 1959 was hij opnameleider bij de Rundfunk im amerikanischen Sektor Berlijn, later hoofd van de dansmuziekafdeling.
Hij plaatste ook een concertreeks Kamermuziek op het jazzpodium en stuurde het Podium van jonge Duits componisten voor orkestmuziek. In de jaren 1960 was hij huiscomponist aan de Staatliche Schauspielbühnen Berlin onder Boleslav Barlog. Vervolgens werd hij freelancecomponist.
Wüsthoff kreeg meerdere prijzen en onderscheidingen, onder andere won hij de publieksprijs bij de compositiewedstrijd van de Berliner Philharmoniker ter gelegenheid van hun 100-jarig bestaan met het concert voor pauken en orkest Metrum (1982). In 1992 werd hij onderscheiden met de Orde van Verdienste van de Bondsrepubliek Duitsland en in 1999 met de Paul Woitschachprijs van de Duitse componistenfederatie. Hij is voorzitter van de compositiecommissie van de GEMA (Gesellschaft für musikalische Aufführungs- und mechanische Vervielfältigungsrechte) (Duitse auteursrechtsgezelschap) en bestuurslid van de "Duitse componisten federatie" en de "Landesmusikrat".
In zijn oeuvre vindt men een opera, zeven musicals, meer dan 30 orkest- en koorwerken, concerten, werken voor harmonieorkest, kamermuziek, jazz-, ballet-, film- en schoolmuziek. Hij is ook auteur van de boeken: "Die Rolle der Musik in der Film-, Funk- und Fernsehwerbung" en "Tonkiste – Komponieren lernen mit Playbacks".
Klaus Wüsthoff overleed in 2021 op 99-jarige leeftijd.

## Composities

### Werken voor orkest
- 1969 Camping-Suite
- 1997 rev. 2006 Kuscheltierkonzert, voor spreker en orkest
- Alle meine Tiere, ouverture
- Alt-England-Suite
  1. Schottische Rekrutenwerber
  2. Manchester Tuchweberinnen
  3. Hofball in Windsor Castle
  4. Unterhausdebatte
  5. Englische Gärten
  6. Die Queen fährt vorbei
  7. Lord Nelson
- Der Bergsteiger
- Der fröhliche Radfahrer
- Die Regenfee, suite uit het ballet
- Die Schelde, suite
  1. Fahrt auf der Westerschelde (Ouvertüre)
  2. Im Mondlicht vor Anker (Nocturno)
  3. Antwerpen (Rondo-Finale)
- Die Stadt von Morgen, concert voor Bigband en strijkers
- Golfspiele, wals
- La Suite, suite
  1. Petite Marche Classique
  2. La Bohèmienne
  3. Menuett Lorrain
  4. Toccato Diabolique
- Madame, voor spreker en orkest – tekst: Robert Odemann
- Reise nach Griechenland, suite voor strijkorkest
- Slawische Rhapsodie
- Spanische Tanzszene
- Treffpunkt Hauptbahnhof, suite
- Vier Straßenszenen

#### Concerten voor instrumenten en orkest
- 1961 Concertino, voor piano en orkest
- 1964 Drei russische Fantasien, voor piano en orkest
- 1982 Metrum, concert voor pauken en orkest
- Arpeggioconcert, voor harp solo en orkest
- Concierto de Samba, voor 3 of 4 gitaren en orkest
  1. Samba Quica
  2. Samba Cubana
  3. Samba Brazileira
- Collagen, voor gitaar en orkest
- Eine kleine Harfenserenade, voor harp en klein orkest
- Europa – Konzert, voor piano en orkest
- Transatlantic-Rhapsodie, voor piano en orkest

### Cantates
- 1976 Weihnachtskantate für junge Leute, voor gemengd koor, piano en orkest – tekst: Gisela Behm
- Pantoffelkantate, cantate voor gemengd koor en kamerorkest
- Weihnachtsliederkantate, cantate voor gemengd koor en orkest

### Werken voor harmonieorkest
- 1987 Frohe Jagd, concertsuite voor jachthoornensemble en harmonieorkest – tekst: G. Göbel
- Die Schelde, suite voor harmonieorkest
- Ganoven-Schwoof, voor harmonieorkest
- Micky-Maus-Story, voor Es-klarinet (of piccolo) en harmonieorkest
- Swinging Berlin, voor harmonieorkest
- Zille-Bilder, walsen uit de revue "Zille sein Milljöh" voor harmonieorkest

### Werken voor mandolineorkest
- Slawische Rhythmen, voor mandolineorkest en slaginstrumenten

### Muziektheater

#### Opera's
| Voltooid in | titel | aktes  | première | libretto             |
| ----------- | ----- | ------ | -------- | -------------------- |
|             | Carné | 1 akte |          | Martin Gregor-Dellin |

#### Balletten
| Voltooid in | titel                                                                                           | aktes               | première                            | libretto                                          | choreografie  |
| ----------- | ----------------------------------------------------------------------------------------------- | ------------------- | ----------------------------------- | ------------------------------------------------- | ------------- |
| 1969        | Camping                                                                                         | 1 akte, 6 taferelen | 1969                                |                                                   |               |
| 1997        | Kuscheltierkonzert                                                                              |                     | januari 1997, Berlijn, Philharmonie |                                                   |               |
|             | Die Regenfee, een boerensprookje                                                                | 9 taferelen         |                                     | naar een novel "Die Regentrude" van Theodor Storm |               |
|             | Modern-Jazz-Ballett ook bekend als Der unruhige Garten (Adam und Eva im und außer dem Paradies) |                     |                                     |                                                   | William Milié |
|             | Vier Straßenszenen                                                                              |                     |                                     |                                                   |               |
|             | Zille sein Milljöh                                                                              |                     |                                     | Bernd Köllinger                                   |               |

#### Musicals
| Voltooid in | Titel | Uitvoeringen | Première                                                                  | Libretto          | Verdere liedteksten | Choreografie |
| ----------- | --- | ------------ | ------------------------------------------------------------------------- | ----------------- | ------------------- | ------------ |
| 1987        | Berlin: Himmel und Hölle – Eine musikalische Stadtchronik in 8 Bildern vom Dreißigjährigen Krieg bis zur Wiedervereinigung |              | 31 oktober 1987, Berlijn, Philharmonie                                    | Eva-Maria Kabisch | Eva-Maria Kabisch   |              |
| 1999        | Zille sein Milljöh – Musikalisch szenischer Spaziergang durch Zilles Berlin                                                |              | 1999, Berlijn, Berlin-Story, Unter den Linden 40                          | Bernd Köllinger   | Bernd Köllinger     |              |
| 2003        | Cagliostro |              | 2003, Berlijn, Stiftstheater Augustinum Kleinmachnow                      | Walter Brandin    | Walter Brandin      |              |
| 2003        | Und det allet wejen Zille                                                                                                  |              | 9 juni 2003, Berlijn, Theaterschiff "Helene" im Historischen Hafen Berlin |                   |                     |              |
| 2007        | Der große Schwoof – Das Zille-Musical                                                                                      |              | 5 oktober 2007, Berlijn, Brandenburger Theater                            | Bernd Köllinger   | Bernd Köllinger     |              |
| 2009        | Flori und sein Kokofant |              | 5 juli 2009, Berlijn, Concertzaal van het oude Radhuis Steglitz           | Ursula Haucke     | Ursula Haucke       |              |
|             | Freunde wie wir |              |                                                                           | Horst Pillau      | Bernd Köllinger     |              |
|             | Jane, oh Jane |              |                                                                           | Ursula Haucke     |                     |              |
|             | Luiza Lee |              |                                                                           | Günter Weisenborn | Günter Weisenborn   |              |
|             | Mit Vollgas ins Glück |              |                                                                           | Therese Angeloff  | Therese Angeloff    |              |
|             | Punni Ping |              |                                                                           | Ursula Haucke     | Ursula Haucke       |              |
|             | Ehrlich stiehlt am längsten                                                                                                |              |                                                                           | Detlef Müller     | Volker Ludwig       |              |
|             | Zweimal Bahnhof Zoo |              |                                                                           | Horst Cierpka     | Horst Cierpka       |              |

### Werken voor koren
- Deutsche Volkslieder, voor samenzang en koperkwintet
- Sing up, voor gemengd koor, Bigband en orkest

### Vocale muziek
- Im Kinderland, acht kleine liederen voor sopraan en orkest (of piano) – tekst: Georg Offik
- Traum-Serenade, voor zangstem en piano

### Kamermuziek
- 1968 Drei Mobiles, voor fluit solo (altfluit, dwarsfluit, piccolo) en strijkkwartet (of piano)
- 1983 Cellodrom, voor twaalf cello's
- 1984 Concertino, voor klarinet en strijkers
- 1987 Rondo-Sonate, voor blazerskwintet
- Concertino für Bläsersextett, voor 2 klarinetten, 2 hoorns en 2 fagotten
- Concertino, voor klarinet en piano
- Concertino, voor klarinetkwartet (identiek met Concertino, voor klarinet en strijkers)
- Deutsche Volkslieder, voor koperkwintet
- Intrada ritmica, voor hoornkwartet
- Nocturno, voor dwarsfluit, altviool en harp

### Werken voor piano
- Bewegungen

### Werken voor gitaar
- Gitarre in Concert
- Jolly Guitar

### Werken voor accordeon
- Vibrationen, voor accordeonkwintet

### Werken voor Bigband
- Big Band-Comics, suite

## Publicaties
- Die Rolle der Musik in der Film-, Funk- und Fernseh-Werbung, Merseburger; Auflage: 2., überarb. Neuaufl. (1999), 63 S., ISBN 3-87537-157-7 ISBN 978-3-87537-157-4
- Tonkiste – Komponieren lernen mit Playbacks, Mainz: Schott Music